# Будівля вертикального збору (Канаверал)

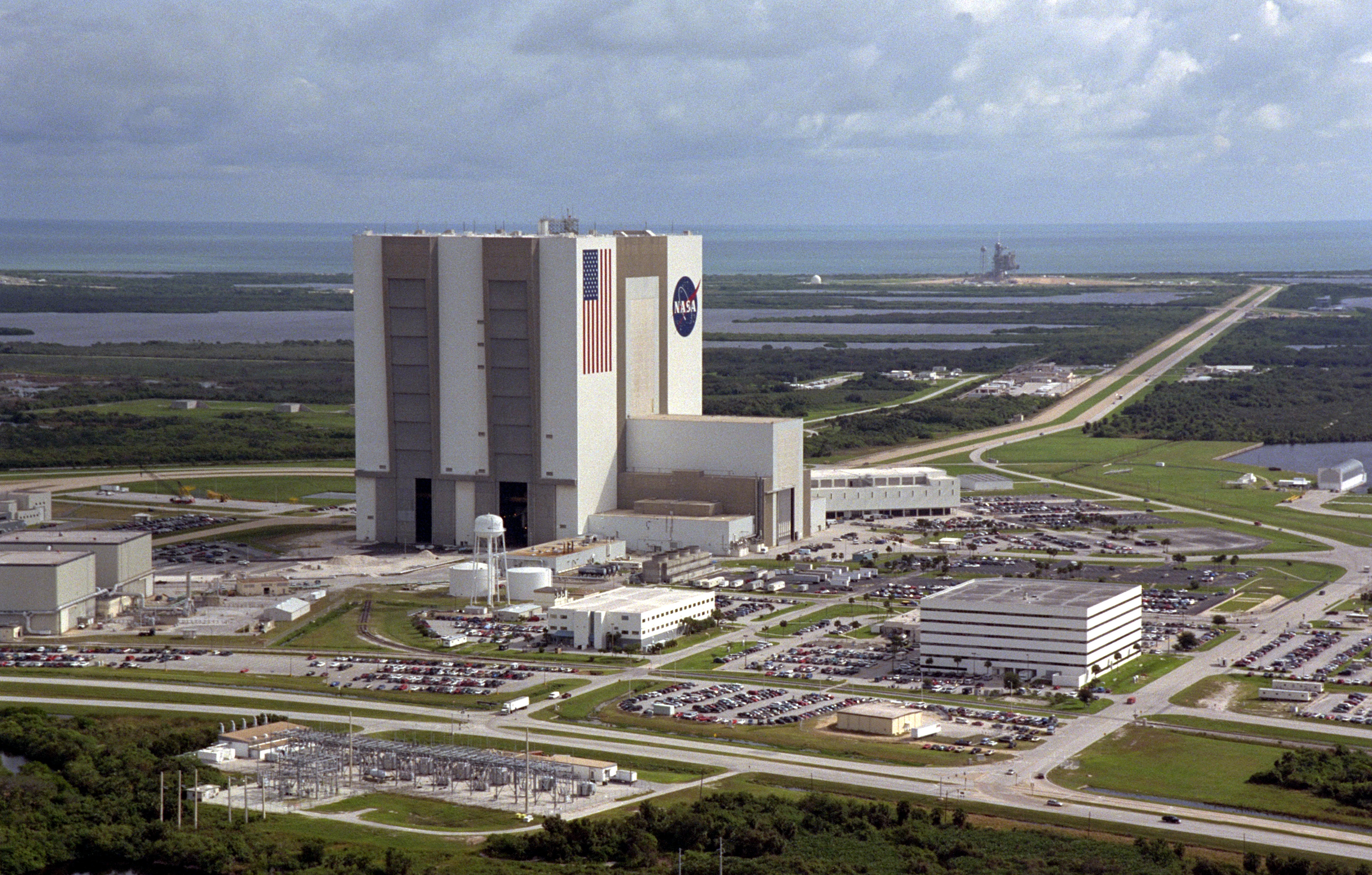
Будівля вертикального збору

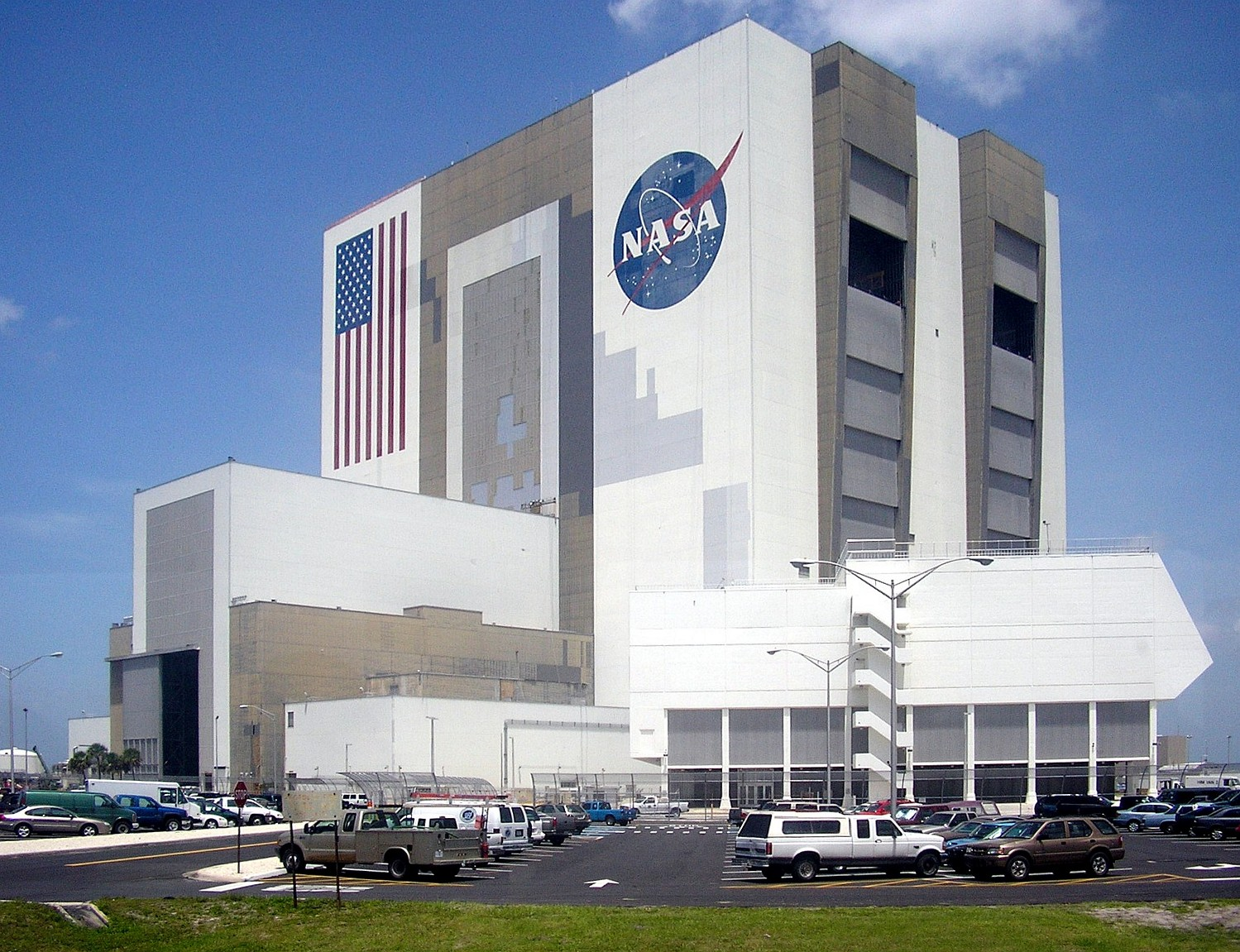
Будівля вертикального збору

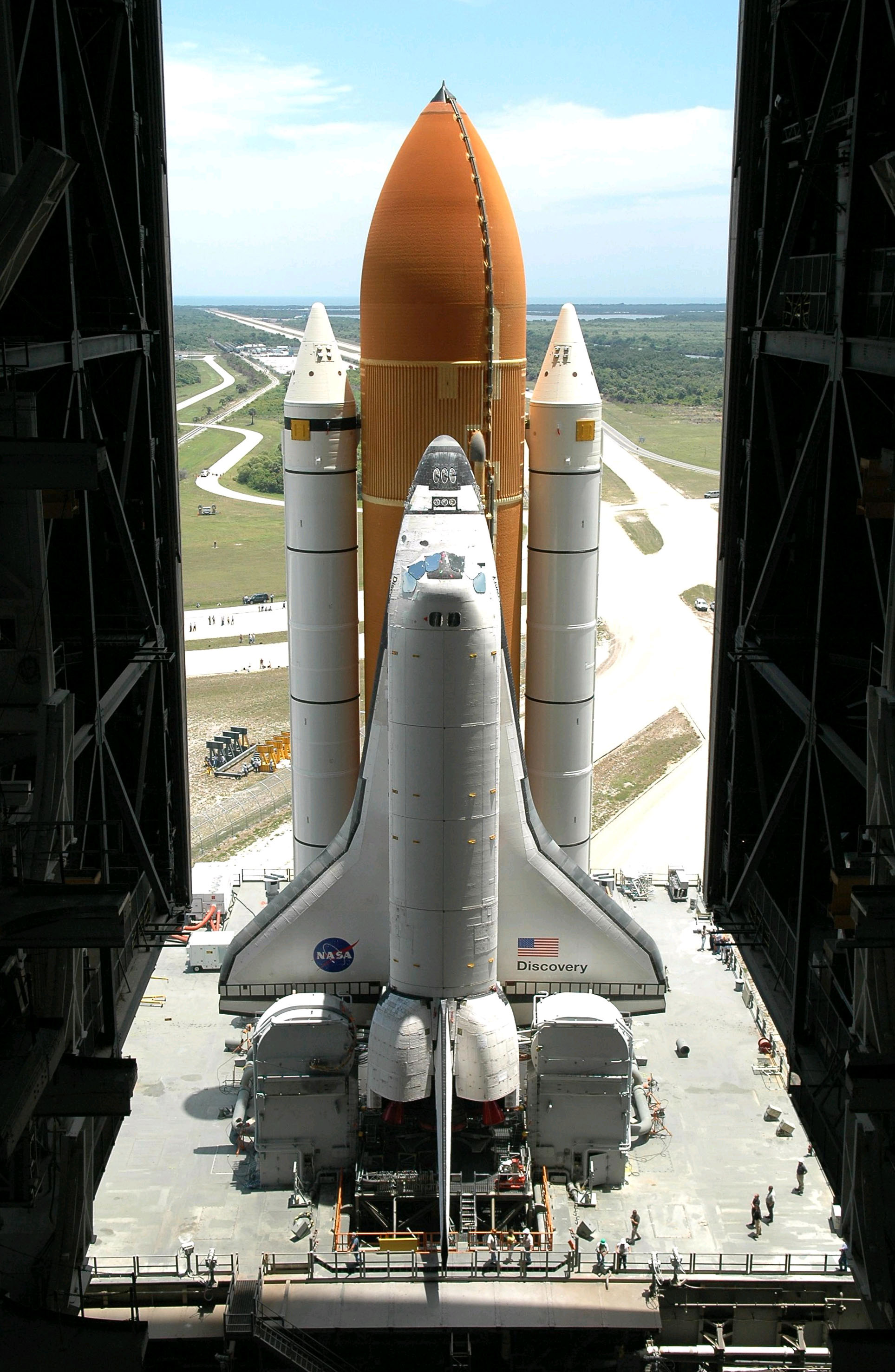
Вивіз «Дискавері» на гусеничному транспортері

Будівля вертикального збору (Vehicle Assembly Building) — будівля, призначена для сукупного збору компонентів космічних кораблів і ракет-носіїв перед стартом. Будівля вертикального збору знаходиться на мисі Канаверал (штат Флорида) в Космічному центрі Кеннеді НАСА.
Поява терміна та самої будівлі викликана особливостями американських космічних технологій: на відміну від російських та китайських ракет-носіїв, конструкції американських ракет не дозволяють їх транспортувати горизонтально з подальшим переведенням у вертикальне положення. 
Розміри будівлі вертикального збору: висота — 160 метрів, довжина — 218 метрів і ширина — 158 метрів. Загальний об'єм будівлі — 3 664 883 м³, площа — 3,25 гектар. Будівля вважається однією з найбільших у світі. В будівлі найвищі у світі ворота, які повністю відкриваються за 45 хвилин.
При будівництві було витрачено: 89,421 тонн стальних конструкцій і 49 696 м³ бетону. Для вентиляції використовуються 125 вентиляторів. В будівлі змонтований 71 кран і два мостових крана вантажопідйомністю 227 тонн.
Завдяки висоті, під дахом утворюються хмари, які призводять до випадання опадів. 
Вхід в будівлі дозволений лише спеціалістам НАСА і представникам уряду.
Будівля вертикального збору споруджувалась з 1963 по 1965 рік і служило для збирання ракети-носія «Сатурн V». В даний час, в цій будівлі збирають космічні кораблі багаторазового використання.